# Emilio Pagán
Emilio Enrique Pagán (né le 7 mai 1991 à Simpsonville, Caroline du Sud, États-Unis) est un lanceur de relève droitier de la Ligue majeure de baseball.

## Carrière
Emilio Pagán est choisi par les Mariners de Seattle au 10e tour de sélection du repêchage de 2013. 
D'origine portoricaine, il joue pour l'équipe de Porto Rico à la Classique mondiale de baseball 2017
Pagán, un lanceur de relève durant toutes ses années en ligues mineures, fait ses débuts dans le baseball majeur avec les Mariners de Seattle le 3 mai 2017.
Il évolue pour les Athletics d'Oakland en 2018, les Rays de Tampa Bay en 2019 et les Padres de San Diego en 2020.